# 1099 Figneria
Az 1099 Figneria (ideiglenes jelöléssel 1928 RQ) a Naprendszer kisbolygóövében található aszteroida. Grigory Nikolaevich Neujmin fedezte fel 1928. szeptember 13-án. Nevét Vera Fignerről kapta.